# 16452 Goldfinger
16452 Goldfinger este un asteroid din centura principală de asteroizi.

## Descriere
16452 Goldfinger este un asteroid din centura principală de asteroizi. A fost descoperit pe 28 septembrie 1989 la Observatorul Palomar de Carolyn S. Shoemaker și Eugene M. Shoemaker. Asteroidul prezintă o orbită caracterizată de o semiaxă mare de 2,41 ua, o excentricitate de 0,08 și o înclinație de 6,3° în raport cu ecliptica.